# Ulrike Felt
Ulrike Felt (nacida en 1957) es una científica social austriaca, activa en el campo de los Estudios de Ciencia y Tecnología. Actualmente desempeña la cátedra de Estudios Sociales de la Ciencia y es Decana de la Facultad de Ciencias Sociales de la Universidad de Viena. Desde el 2002 hasta el 2007, ha sido editora en jefe de la revista "Ciencia, Tecnología y Valores Humanos".

## Vida
Formada como físico, obtuvo su doctorado en Física en la Universidad de Viena en 1983. Desde 1983 hasta 1988, formó parte de un equipo de investigación que estudia la historia del Laboratorio Europeo de Física de Altas Energías (CERN) en Ginebra. Posteriormente, formó parte del Departamento de Filosofía y Ciencias Sociales de la Ciencia de la Universidad de Viena, que había sido fundado recientemente bajo la dirección de Helga Nowotny, convirtiéndose en profesora asistente en 1989. Desde 1999, es profesora titular de Estudios de Sociología de la Ciencia. De 2004 a 2014, fue directora del recientemente fundado Departamento de Estudios de Ciencia y Tecnología.
Ha sido profesora invitada en la Universidad de Quebec en Montreal, la Universidad Louis Pasteur, Estrasburgo, la ETH de Zúrich y profesora invitada en el grupo STS en Harvard. Ha formado parte de numerosos comités profesionales internacionales y ha ocupado numerosos cargos de asesoramiento científico, entre ellos ser miembro del grupo asesor experto "Ciencia y Sociedad" para el 6º Programa Marco de las Uniones Europeas, y ha sido codirectora del grupo de expertos sobre "Ciencia y Gobernanza", de 2005 a 2007. Fue la principal fundadora del programa interdisciplinario de Maestría "Ciencia - Tecnología - Sociedad", que se estableció en la Universidad de Viena en 2009. Ha sido editora de la principal revista de STS "Ciencia, Tecnología y Valores Humanos" (SAGE) de 2002-2007 y ha sido el editora líder del nuevo Manual de Estudios de Ciencia y Tecnología (MIT Press, 2017). Desde 2014 es Decana de la Facultad de Ciencias Sociales de la Universidad de Viena.

## Investigación
Ulrike Felt ha publicado ampliamente en diferentes áreas de Ciencia, Tecnología y Sociedad. A lo largo de su trabajo, las preguntas sobre el compromiso público con la ciencia y la política científica han sido una gran preocupación para Felt. Su trabajo sobre la percepción pública de las diferentes tecnologías, la organización y la reflexión de diferentes eventos participativos, así como sobre las relaciones complejas de la ciencia y la democracia, han contribuido de muchas maneras innovadoras a los debates en STS y más allá.
Una importante línea de su trabajo se ha centrado en los modos cambiantes de producción de conocimiento dentro de las ciencias, y en cómo esto afecta las formas de trabajar y vivir dentro de las culturas de investigación. Ha introducido el concepto de "espacios de vida epistémicos" para describir cómo lo social y lo epistémico son coproducidos dentro de espacios de trabajo científicos:
"Por espacio de vida epistémico, entendemos las percepciones individuales o colectivas de los investigadores y las reconstrucciones narrativas de las estructuras, contextos, fundamentos, actores y valores que moldean, guían y delimitan sus acciones potenciales, tanto en lo que pretenden conocer como en cómo actúan en contextos sociales en la ciencia y más allá ". (Felt / Fochler 2010: 4f)
Usando este concepto, ha señalado las implicaciones potenciales de los cambios recientes dentro de las estructuras de las carreras y la organización de las ciencias para el conocimiento producido dentro de las sociedades contemporáneas, centrándose recientemente en los cambios temporales de las políticas y prácticas de investigación.
Otra línea de su trabajo se ha centrado en cómo la ciencia y la tecnología se integran en contextos locales y nacionales. Al introducir la noción de "culturas tecnopolíticas" (Felt et al., 2010), Felt ha señalado las formas nacionalmente distintas de cómo la tecnociencia se relaciona con las normas y valores culturales. Además, está interesada en cómo las tecnologías novedosas, como las pruebas nanogenéticas, se imaginan e integran en contextos locales específicos. Estas preguntas están estrechamente ligadas a sus intereses metodológicos. Felt y el Departamento de Estudios Sociales de la Ciencia se han comprometido no solo en el desarrollo de métodos novedosos de ciencias sociales cualitativas, sino también en reflejar la performatividad y la política de los compromisos participativos y los métodos sociocientíficos tradicionales.
Más recientemente, y sobre sus diferentes intereses de investigación, ha estado involucrada con el papel de cambiar las estructuras temporales y la creciente importancia del futuro en la configuración de la interfaz de la ciencia, la tecnología y la sociedad.
Por último, desde finales del 2015, está liderando una nueva plataforma de investigación en la Universidad de Viena, como "Responsable de la Investigación y la Innovación en la Práctica Académica".

## Publicaciones Clave
- Felt, Ulrike, Schumann, Simone, Schwarz, Claudia and Strassnig, Michael (2012) 'Technology of Imagination. A Card-based Public Engagement Method for Debating Emerging Technologies'. Qualitative Research, in press
- Felt, Ulrike, Igelsböck, Judith, Schikowitz, Andrea and Völker, Thomas (2012) 'Growing Into What? The (Un-)disciplined Socialisation of Early Stage Researchers in Transdisciplinary Research'. Higher Education, online first, DOI: 10.1007/s10734-012-9560-1
- Felt, Ulrike and Fochler, Maximilian (2012) 'Re-ordering Epistemic Living Spaces: On the Tacit Governance Effects of the Public Communication of Science', in Rödder, S., Franzen, M. and P. Weingart (eds), The Sciences' Media Connection – Communication to the Public and its Repercussions. Sociology of the Sciences Yearbook 28 (Dortrecht: Springer): 133-154.
- Felt, Ulrike and Müller, Ruth (2011) 'Tentative (Id)entities. On Technopolitical Cultures and the Experiencing of Genetic Testing', BioSocieties 6/3: 342-363.
- Felt, Ulrike and Fochler, Maximilian (2011) 'Slim futures and the fat pill. Civic imaginations of innovation and governance in an engagement setting', Science as Culture 20/3: 307-328.
- Felt, Ulrike and Fochler, Maximilian (2010) 'Machineries for Making Publics: Inscribing and Describing Publics in Public Engagement', Minerva 48/3, 219-238.
- Felt, Ulrike, Fochler, Maximilian and Winkler, Peter (2010) 'Coming to Terms with Biomedical Technologies in Different Technopolitical Cultures. A Comparative Analysis of Focus Groups on Organ Transplantation and Genetic Testing in Austria, France, and the Netherlands', Science, Technology, & Human Values, 35/4: 525-553.
- Felt, Ulrike (ed.) (2009): Knowing and Living in Academic Research. Convergence and Heterogeneity in Research Cultures in the European Context (Prague: Academy of Sciences of the Czech Republic).
- Felt, Ulrike, Gugglberger, Lisa and Mager, Astrid (2009) 'Shaping the Future E-Patient: The Citizen-Patient in Public Discourse on E-Health', Science Studies 22/1: 24-43.
- Felt, Ulrike, Bister, Milena, Strassnig, Michael and Wagner, Ursula (2009) 'Refusing the Information Paradigm: Informed Consent, Medical Research, and Patient Participation', health: An Interdisciplinary Journal for the Social Study of Health, Illness and Medicine 13/1: 87-106.
- Felt, Ulrike and Fochler, Maximilian (2008): The bottom-up meanings of the concept of public participation. Science and Public Policy 35/7, 489-499.
- Felt, Ulrike; Fochler, Maximilian; Mager, Astrid and Winkler, Peter (2008): Visions and Versions of Governing Biomedicine: Narratives on Power Structures, Decision-Making, and Public Participation in the Field of Biomedical Technologies in the Austrian Context. Social Studies of Science 38/2, 233-258.
- Felt, Ulrike; Wynne, Brian et al. (2007): Taking European Knowledge Society Seriously (Luxembourg: European Commission).
- Nowotny, Helga and Felt, Ulrike (1997) 'After the Breakthrough. The Emergence of High-Temperature Superconductivity as a Research Field' (Cambridge: Cambridge University Press).
- Felt, Ulrike, Nowotny, Helga and Taschwer, Klaus (1995) 'Wissenschaftsforschung. Eine Einführung' (Frankfurt am Main/New York: Campus).
- Felt, Ulrike (1993) 'Fabricating Scientific Success Stories', Public Understanding of Science 2/4: 375-90.